# Hoedown Throwdown
"Hoedown Throwdown", là một ca khúc của ca sĩ nhạc pop người Mỹ Miley Cyrus. Nó được phát hành như đĩa đơn quảng bá từ album soundtrack của bộ phim Hannah Montana: The Movie.

## Xếp hạng
| Bảng xếp hạng (2009))     | Vị trí cao nhất |
| ------------------------- | --------------- |
| Australian Singles Chart  | 20              |
| Austrian Singles Chart    | 41              |
| Canadian Hot 100          | 15              |
| European Hot 100          | 50              |
| German Singles Chart      | 66              |
| Irish Singles Chart       | 10              |
| New Zealand Singles Chart | 40              |
| Norwegian Singles Chart   | 17              |
| Swiss Singles Chart       | 87              |
| UK Singles Chart          | 18              |
| U.S. Billboard Hot 100    | 18              |
| U.S. Pop 100              | 29              |